# Pintallavis

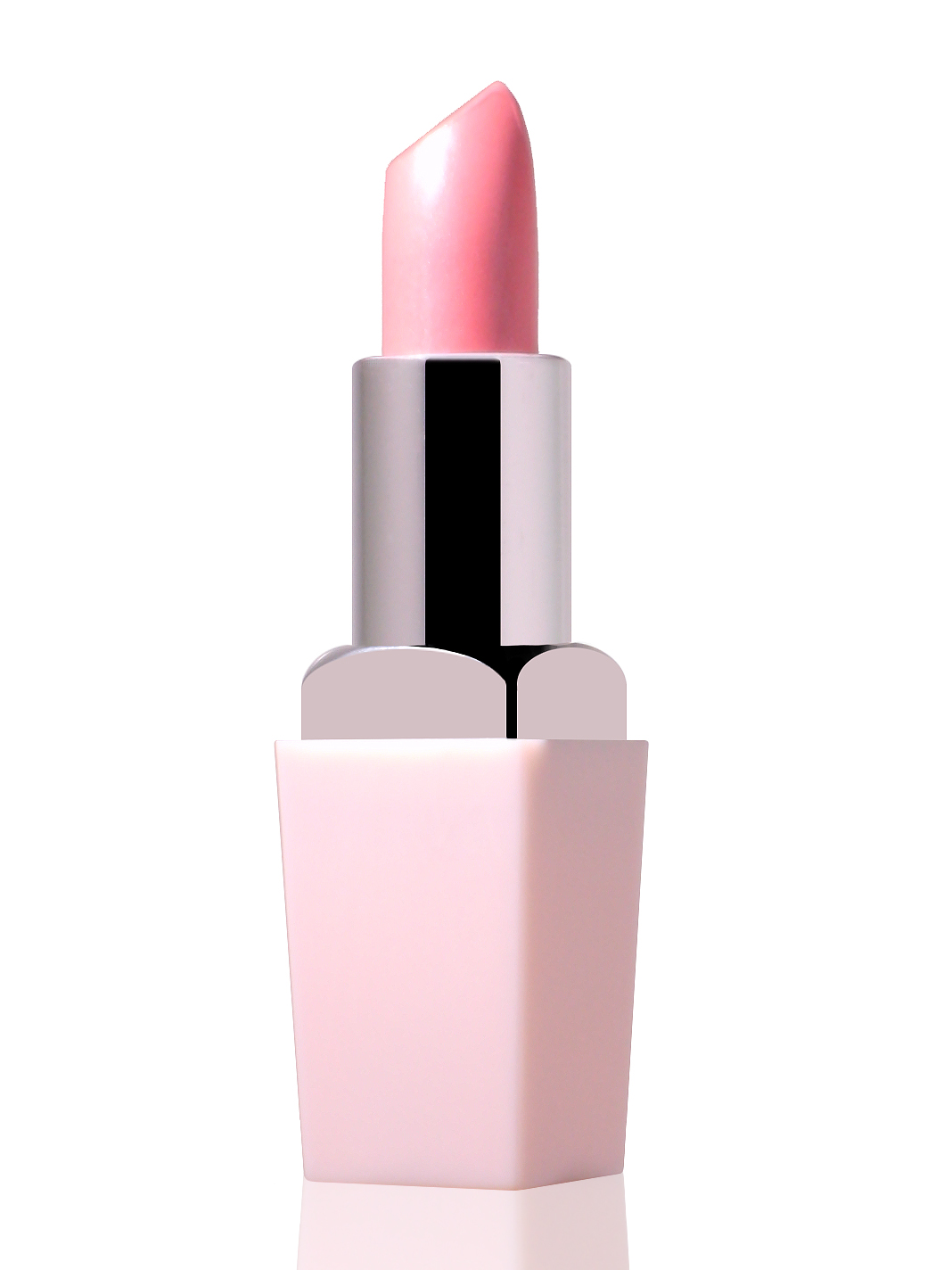
Un pintallavis

El pintallavis, vermell de llavis o barra de llavis és un cosmètic que s'utilitza per als llavis, amb més textura i color que la purpurina i que serveix per a donar color als llavis. Molts pintallavis són vermells o vermellosos, per a simular l'aparença que dona l'excitació sexual, que incrementa el reg sanguini dels llavis en persones de pell pàl·lida, i fa que la persona que es pinta els llavis sigui sexualment més atractiva. Tanmateix, en l'actualitat és possible trobar pintallavis en gairebé qualsevol color o tonalitat.

## Composició
Un pintallavis típic conté molts components químics, principalment pigments, olis, cera i humidificadors. S'hi pot afegir perfums o sabors per a dissimular les olors o els gustos dels altres ingredients.

## Història
El pintallavis no té cap origen particular. Ja s'usava fa uns 5.000 anys a l'antiga Babilònia, quan es polvoritzaven joies semiprecioses per aplicar-les als llavis i a vegades al voltant dels ulls. Els antics egipcis extreien un tint d'un vermell amb tons violetes de plantes mercúries, cosa que provocava greus malalties.
El pintallavis començà a assolir popularitat a mitjan segle xx, arran de la popularització d'aquest cosmètic en la indústria del cinema.
El 1922 va sortir al mercat el primer pintallavis fabricat a l'estat espanyol. El va fabricar la companyia catalana Puig sota el nom Milady.